# Henry Vincent (6e baronnet)
Henry Vincent, 6e baronnet (1685-1757), de Stoke d’Abernon, dans le Surrey, est un homme politique britannique qui siège à la Chambre des communes de 1728 à 1734.

## Biographie
Il est le quatrième, mais dernier fils survivant de Francis Vincent 5e baronnet, député, et de sa femme Rebecca Ashe, fille de Jonathan Ashe, marchand de Londres. Il s'inscrit à Corpus Christi, Oxford le 11 octobre 1703 ayant 18 ans révolus. Il épouse Elizabeth Sherman, fille de Bazaliel Sherman, marchand de Londres.
Il a des liens distants avec les Onslows, qui le nomment député de Guildford lors d'une élection partielle le 21 février 1728. Il vote toujours avec l'administration, mais n'est pas réélu aux élections générales britanniques de 1734. Aux élections générales britanniques de 1741, il se présente pour le Surrey, demandant à Walpole de le recommander à plusieurs personnalités influentes du comté, mais il abandonne avant le scrutin.
Il succède à son père comme baronnet le 10 février 1736. Il est décédé le 20 janvier 1757, après avoir eu deux fils et cinq filles, dont :
- Francis Vincent (7e baronnet) (en)
- Thomas Vincent, décédé en 1740.
- Elizabeth Vincent, décédée
- Hester Vincent qui épouse John Smith de Burgh (11e comte de Clanricarde) et décédé le 29 décembre 1804
- Sarah Vincent